# Damme

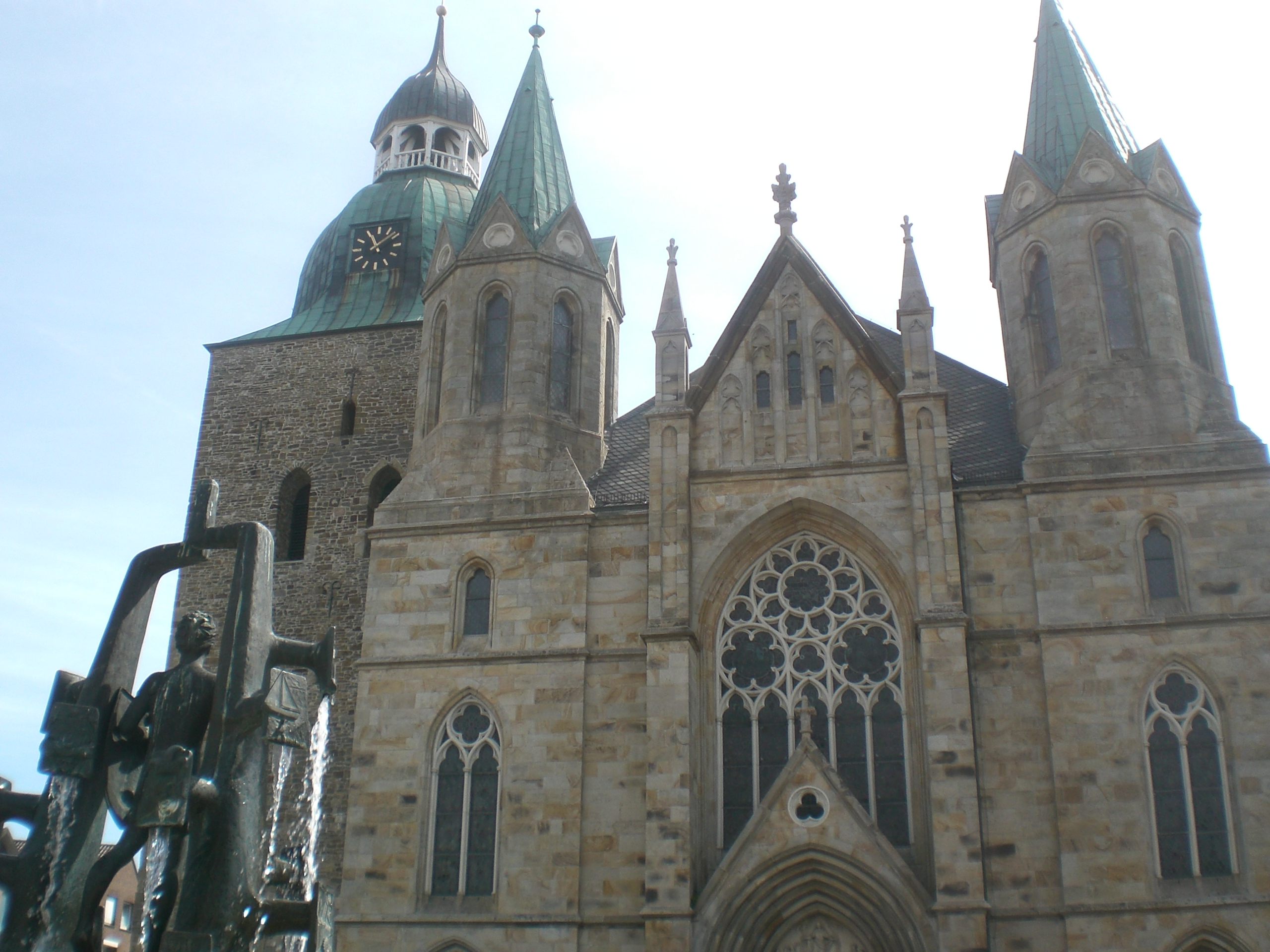
Kościół

Damme − miasto w Niemczech położone w kraju związkowym Dolna Saksonia, w powiecie Vechta. Liczy ok. 16,5 tys. mieszkańców.

## Współpraca
Miejscowość partnerska:
- Damme, Belgia